# Fusigobius longispinus
Fusigobius longispinus là một loài cá biển thuộc chi Fusigobius trong họ Cá bống trắng. Loài này được mô tả lần đầu tiên vào năm 1978.

## Từ nguyên
Từ định danh longispinus được ghép bởi hai âm tiết trong tiếng Latinh: longus (“dài”) và spinus (“gai, ngạnh”), hàm ý đề cập đến gai vây lưng thứ nhất của loài cá này rất dài.

## Phân bố và môi trường sống
Từ Biển Đỏ và Đông Phi, F. longispinus có phân bố trải dài về phía đông đến quần đảo Marshall, ngược lên phía bắc tới quần đảo Ryukyu, xa về phía nam đến rạn san hô Great Barrier và Nouvelle-Calédonie. Ở Việt Nam, F. longispinus được ghi nhận tại quần đảo Trường Sa.
F. longispinus sống trên nền cát và đá vụn của rạn san hô, được tìm thấy ở độ sâu đến ít nhất là 25 m.

## Mô tả
Chiều dài lớn nhất được ghi nhận ở F. longispinus là 8 cm. Đầu và thân màu trắng, phủ đầy các đốm cam. Tất cả các vây đều có màu trắng với các đốm màu cam ở vây lưng và vây đuôi. Gai vây lưng thứ nhất vươn dài theo tuổi, đặc biệt ở cá đực.
Số gai ở vây lưng: 7; Số tia ở vây lưng: 9; Số gai ở vây hậu môn: 1; Số tia ở vây hậu môn: 8.

## Sinh thái
Thức ăn của F. longispinus là các loài thủy sinh không xương sống. Loài này có thể phát huỳnh quang đỏ ở độ sâu mà ban ngày hầu như ánh sáng đỏ từ Mặt Trời không rọi xuống được.